# ستوشیکوویتسه نا لووتسه
ستوشیکوویتسه نا لووتسه (به چکی: Stošíkovice na Louce) یک منطقهٔ مسکونی در جمهوری چک است که در ناحیه زنویمو واقع شده‌است. ستوشیکوویتسه نا لووتسه ۶٫۱۱ کیلومتر مربع مساحت و ۲۰۲ نفر جمعیت دارد و ۱۹۷ متر بالاتر از سطح دریا واقع شده‌است.